# NGC 7301
NGC 7301 је спирална галаксија у сазвежђу Водолија која се налази на NGC листи објеката дубоког неба.
Деклинација објекта је - 17° 34' 25" а ректасцензија 22h 30m 34,8s. Привидна величина (магнитуда) објекта NGC 7301 износи 13,3 а фотографска магнитуда 14,1. NGC 7301 је још познат и под ознакама ESO 602-23, MCG -3-57-15, VV 372, IRAS 22278-1749, PGC 69021.